# ليبيرتي إكونومي (صحيفة)
ليبيرتي إكونومي (بالفرنسية: Liberté économie)‏ وتعني الحرية -اقتصاد- أسبوعية جزائرية تصدر باللغة الفرنسية ملحقة بجريدة ليبيرتي. يديرها على وافق مقرها 40 نهج محمد الخامس الجزائر العاصمة. تكرس هذه الأسبوعية للشؤون الاقتصادية المحلية والدولية.

## وصلات خارجية
- معلومات عن أسبوعية ليبيرتي إكونومي من موقع بوابة الصحافة الجزائرية.
- الموقع الرسمي لليبيرتي إكونومي